# Vihuela
Die Vihuela (abgeleitet von lateinisch fidicula, ‚Fidel‘; Plural Vihuelas oder Vihuelen) ist ein spanisches Zupfinstrument, das im 15. und 16. Jahrhundert seine Blütezeit erlebte. Als der Gitarre ähnelndes Lauteninstrument mit Resonanzkasten und Hals gehört sie zu den Kastenhalslauten. Die Vihuela war über Spanien und die spanischen Einflussgebiete hinausgehend unter dem Namen viola auch in Portugal und Italien verbreitet. Sie kann als ein direkter Verwandtet oder als Vorgänger der Gitarre angesehen werden, von der sie in Spanien in der 2. Hälfte des 16. Jahrhunderts verdrängt wurde. Laut Juan Bermudo (16. Jahrhundert) lag der einzig relevante Unterschied zwischen Gitarre (Renaissancegitarre) und Vihuela darin, dass die Gitarre vier Saitenchöre, die Vihuela sechs hatte.

## Konstruktion
Der eher ovale Korpus der Vihuela ist an beiden Seiten leicht eingeflankt und verfügt über einen flachen Boden, der mit der Decke durch Zargen verbunden ist. Die Decke ist mit einem oder mehreren Schalllöchern und meist kunstvoll geschnitzten Rosetten versehen. Auf der Decke ist weiters ein Querriegel (Steg) zur Befestigung der Darmsaiten angebracht – oft mit Ornamenten geschmückt. Als Holz für Boden und Zargen diente früher wohl Ahorn, für die Decke eher Fichte.
Das Griffbrett war noch nicht aufgesetzt, sondern eben aus dem Deckenholz gearbeitet und besaß meist zehn bis zwölf Darmbünde. Die Besaitung war streng chörig und wies – im Gegensatz zur damals in der Regel noch vier- oder fünfchörigen Gitarre – meist sechs (wie bei Luis Milán), seltener fünf (etwa bei Miguel de Fuenllana) oder sieben (bei Bermudo erwähnt) Darmsaitenpaare auf. Die Kopfplatte ist flach und hat im Gegensatz zur Laute hinterständige Wirbel aus Holz.
Wie aus ikonografischen Darstellungen und Abbildungen ersichtlich, waren viele Instrumente fein und aufwendig mit Einlegearbeiten und Intarsien verziert. Als Materialien dienten hierfür wohl Elfenbein, Schildpatt, Perlmutt, Ebenholz und in kostbaren Fällen sogar Gold.

## Stimmungen
Die allgemeine und wohl am weitesten verbreitete Stimmung der Vihuela entsprach prinzipiell der der Renaissancelaute. Unterschiede bestanden jedoch darin, dass alle Chöre der Vihuela unisono, bei der Laute jedoch ab dem 4. Chor in Oktaven gestimmt wurden. Außerdem verfügte die Vihuela meist über keine Chanterelle, also eine höchste Melodiesaite, sondern war (im Gegensatz zur Laute) durchweg chörig (mit jeweils einem Saitenpaar) bespannt.
Die Stimmung lautet für sechschörige Vihuela: Quart – Quart – große Terz – Quart – Quart (in entsprechenden Gitarrentranskriptionen E-A-d-fis-h-e'). Die Stimmung ging früher bei der Vihuela meist vom G oder A aus oder orientierte sich an der Zerreißgrenze des höchsten Saitenpaares. Von dieser Stimmung gab es regionale Abweichungen und Modifikationen. Juan Bermudo (Declaracion de instrumentos musicales, Osuna 1555), ein spanischer Komponist und Musiktheoretiker, berichtet auch über Instrumente mit sieben Chören, die aber nicht von großer Bedeutung gewesen sein dürften, sowie von einer vihuela da cuatro ordenes mit nur vier Chören, im Gegensatz zur vihuela común einem Instrument des Volkes, wobei es sich formal um eine Gitarre (guitarra) handelt.

## Frühe Quellen und Belege
Erste Abbildungen der Vihuela sind in den Cantigas de Santa Maria aus dem 13. Jahrhundert von Alfons X. zu finden. Auch die ersten schriftlichen Erwähnungen, meist in Romanen, stammen aus dieser Zeit. Hier sind folgende Quellen zu nennen:
- Libro de Apolonio (um 1250)
- Milagros de Nuestra Señora und Libro de Alixandre von Gonzalo de Berceo (13. Jh.)
- El Libro de Buen Amor (1330) von Juan Ruiz

Im Jahr 1484 erscheint in Neapel Johannes Tinctoris' Traktat De inventione et usu musicae, in dem er die Vihuela als eine Erfindung der Spanier beschrieb und sie baulich klar von der Laute abgrenzte. Außerdem wurde sie in Italien Viola da mano genannt und wurde laut Tinctoris auch dort gerne gespielt.
Im 16. Jahrhundert verschafften Komponisten und Vihuelisten wie Luis Milán und Alonso Mudarra der Vihuela (vor allem der Vihuela da mano) am spanischen Hof unter Karl V. und Philipp II. und damit in ganz Spanien eine große, der im übrigen Europa der Laute und der Orgel vergleichbare Bedeutung. Auch Luis de Narváez komponierte für die Vihuela da mano.

## Noten- und Lehrwerke

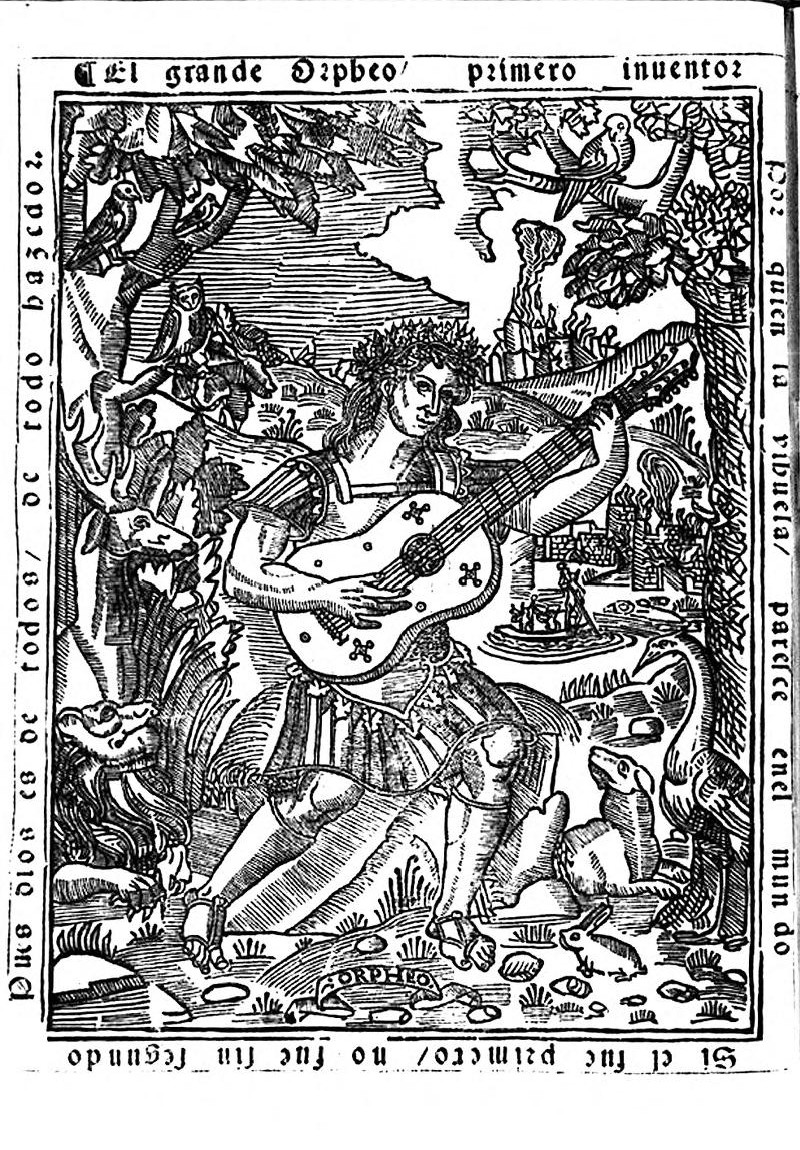
El Maestro von Luis Milán (mit einem die Vihuela spielenden Orpheus), 1536

In der Zeit zwischen 1530 und 1580, dem siglo de oro der Vihuela, wurden zahlreiche Tabulaturausgaben und Lehrwerke speziell für dieses Instrument geschrieben. Annala und Mätlik nennen für den Zeitraum von 42 Jahren (1536–1578) elf Titel, darunter Werke von Luis Milán (Libro de música de vihuela de mano intitulado El Maestro, 1536), Luis de Narváez (Los seys libros del Delphin, 1538), Alonso de Mudarra (Tres libros de musica en cifra para vihuela, 1546), Enríquez de Valderrábano (Libro de música de vihuela, intitulado Silva de Sirenas, 1547), Diego Pisador (Libro de musica de vihuela, 1552) oder Miguel de Fuenllana (Orphenica lyra, 1554). Sieben der wichtigsten Bücher liegen in einer modernen Edition auf CD-ROM vor.

## Varianten
Hier ist vihuela noch der ursprüngliche spanische Sammelname für Saiteninstrumente mit Hals und Griffbrett (im Nachlas der Königin Isabella von Spanien sind drei unterschiedlich große Vihuelas erwähnt):
- Vihuela de mano: Sie wurde mit den Fingern gezupft und bezeichnet die spätere „Vihuela“.
- Vihuela de pendola, Péñola: Sie wurde mit einem Plektrum (Vogelfederkiel) gespielt.
- Vihuela de arco: Sie wurde mit dem Bogen gestrichen und kann somit zur Familie der Streichinstrumente gezählt werden.

## Erhaltene historische Vihuelas
Nach heutiger Kenntnis sind lediglich drei historische Vihuelas erhalten.
- Vihuela Guadalupe (Musée Jacquemart-André, Paris),[15] bei der es sich möglicherweise um keine (typische) Vihuela handelt.[16]
- Vihuela Chambure (Cité de la musique, Paris)
- Quito-Vihuela (Iglesia de la Compañía de Jesús, Quito)

Bei der am 6. Januar 1936 von Emilio Pujol im Jacquemart-André-Museum entdeckten, auf das Jahr 1500 datierten Vihuela Guadalupe, die einen Stempel des spanischen Klosters Guadalupe trägt, könnte es sich aufgrund der sehr großen Mensur (800 mm) um eine Bass-Vihuela handeln, auch da gerade in der Renaissance viele Instrumente in sogenannten Familien, also in verschiedenen Stimmlagen gebaut wurden. Zudem kann es sich um keine „Standardgröße“ (mit einer Mensur von etwa 46 bis 55 cm bei einer als „Normalvihuela“ anzunehmenden vihuela común wie sie bei Juan Bermudo 1555 beschrieben wird) handeln, da praktische Versuche, damalige Solo-Literatur aus den Vihuela-Büchern darauf zu spielen, misslangen, wohingegen eine Spielweise als Bass-Instrument in einem kleinen Orchester denkbar ist. Im musikinstrumentenkundlichen Sinne könnte laut Frederick Cook diese „Vihuela“ auch eine modifizierte Renaissancegitarre sein. Das in der Barockzeit umgebaute Instrument ist oben abgebildet.
Emilio Pujol erhielt zu seinem Geburtstag 1936 einen Nachbau der von ihm in Paris gefundenen Vihuela durch den Gitarrenbauer Miguel Simplicio überreicht und am 24. April desselben Jahres gab Pujol in Barcelona erstmals ein Konzert mit Vihuelamusik auf dieser Kopie und spielte damit erstmals in der neueren Musikgeschichte Vihuelamusik auf einer Vihuela.
Das in Quito gefundene Exemplar stammt ebenfalls aus dem 16. Jahrhundert. Mit den spanischen Entdeckern gelangte auch Kultur und Musik und somit die Tradition der Vihuela nach Südamerika.

## Bekannte Vihuelisten und Komponisten für Vihuela
- Luis Milán (um 1500 – um 1561), spanischer Vihuelist
- Enríquez de Valderrábano (um 1500 – nach 1577), spanischer Komponist für die Vihuela
- Luys de Narváez (um 1505 – nach 1549), spanischer Vihuelist
- Alonso Mudarra (um 1508–1580), spanischer Komponist und Vihuelist
- Diego Pisador (um 1509 – nach 1557), spanischer Komponist und Vihuelist
- Juan Bermudo (um 1510 – um 1565), spanischer Komponist für die Vihuela
- Luis Venegas de Henestrosa (um 1510–1570), spanischer Komponist für die Vihuela
- Tomás de Santa María (um 1510–1570), spanischer Komponist für die Vihuela
- Antonio de Cabezón (1510–1566), spanischer Komponist für die Vihuela
- Miguel de Fuenllana (um 1525 – um 1600), spanischer Komponist für die Vihuela
- Esteban Daza (um 1537 – um 1591), spanischer Vihuelist und Komponist, Verfasser von El Parnaso (1576)
- Bartolome de Olaya (17. Jahrhundert), um 1633 Sänger und Vihuelist der Hofkapelle in Madrid[26]
- Emilio Pujol (1886–1980), spanischer Gitarrist und Herausgeber unter anderem von Vihuelakompositionen
- Andrés Segovia (1893–1987), spanischer Gitarrist und erster spätneuzeitlicher Herausgeber von Vihuelakompositionen
- Christof Stählin (1942–2015), deutscher Kabarettist, der seine poetischen Lieder auf der Vihuela begleitete